# Bourletiella juanitae
Bourletiella juanitae är en urinsektsart som beskrevs av David J. Maynard 1951. Bourletiella juanitae ingår i släktet Bourletiella och familjen Bourletiellidae. Inga underarter finns listade.